# İstanbul Futbol Ligi 1923/24

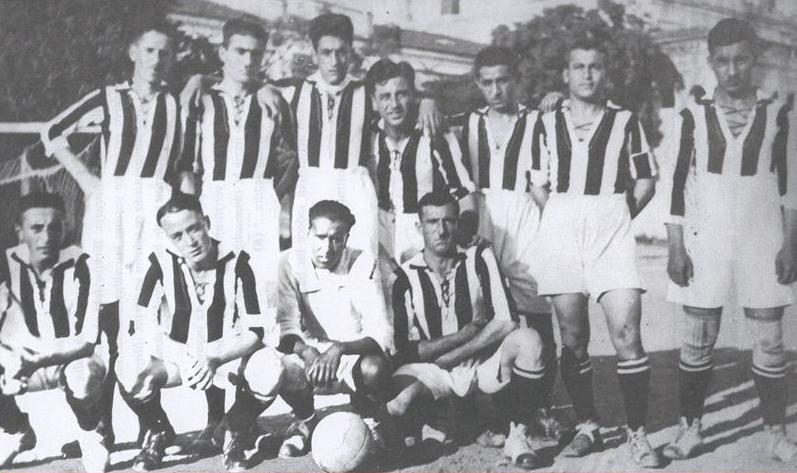
Die Meister der Saison 1923/24: Beşiktaş Istanbul.

Die İstanbul Futbol Ligi 1923/24 war die elfte ausgetragene Saison der İstanbul Futbol Ligi. Meister wurde zum ersten Mal Beşiktaş Istanbul. 
Die Saison begann am 21. September 1923 mit 24 Mannschaften aufgeteilt in vier Gruppen. Aufgrund der Teilnahme der türkischen Nationalmannschaft bei den Olympischen Sommerspielen 1924 und deren Vorbereitung für das Turnier, wurde der Ligabetrieb im März 1924 unterbrochen. Am 24. Juli 1924 entschieden 18 Vereine, dass die Saison im K.-o.-System ausgetragen werden sollte.  

## Teilnehmende Mannschaften
| - Altınordu İdman Yurdu - Anadolu - Anadoluhisarı İdman Yurdu - Beşiktaş Istanbul - Beylerbeyi SK - Darüşşafaka SK | - Fatih İdman Yurdu - Fenerbahçe Istanbul - Galatasaray Istanbul - Gürbüzler - Haliç SK - Hilal | - İstiklal SK - Kumkapı SK - Kasımpaşa Istanbul - Makrıköyspor - Nişantaşı SK - Süleymaniye | - Topkapı İdman Yurdu SK - Topkapı SK - Türk İdman Ocağı - Üsküdar SK - Vefa Istanbul - Yenişafak SK |

## 1. Runde
| Datum            |                       | Ergebnis |                           |
| ---------------- | --------------------- | -------- | ------------------------- |
| 31.07. 14:00 Uhr | Süleymaniye           | 12:1     | Kumkapı SK                |
| 31.07. 14:00 Uhr | Vefa Istanbul         | 3:0      | Darüşşafaka SK            |
| 01.08. 14:00 Uhr | Beşiktaş Istanbul     | 9:0      | Türk İdman Ocağı SK       |
| 01.08. 14:00 Uhr | Beykozspor            | 2:0      | Anadoluhisarı İdman Yurdu |
| 02.08. 14:00 Uhr | Beylerbeyi SK         | 4:2      | Fatih İdman Yurdu         |
| 02.08. 14:00 Uhr | Haliç SK              | 3:2      | Anadolu                   |
| 03.08. 14:00 Uhr | Altınordu İdman Yurdu | 3:1      | Hilal SK                  |
| 03.08. 14:00 Uhr | Fenerbahçe Istanbul   | 10:0     | Kasımpaşa Istanbul        |
| 04.08. 14:00 Uhr | Galatasaray Istanbul  | 6:0      | Yenişafak SK              |

## 2. Runde
| Datum            |               | Ergebnis |                       |
| ---------------- | ------------- | -------- | --------------------- |
| 05.08. 14:00 Uhr | Vefa Istanbul | 0:1      | Altınordu İdman Yurdu |

## Viertelfinale
| Datum            |                      | Ergebnis |                       |
| ---------------- | -------------------- | -------- | --------------------- |
| 08.08. 14:00 Uhr | Galatasaray Istanbul | 0:0      | Altınordu İdman Yurdu |
| 08.08. 14:00 Uhr | Haliç SK             | 2:3      | Süleymaniye           |
| 10.08. 14:00 Uhr | Beşiktaş Istanbul    | 5:1      | Beykozspor            |
| 10.08. 14:00 Uhr | Fenerbahçe Istanbul  | 5:0      | Beylerbeyi SK         |

## Halbfinale
| Datum            |                     | Ergebnis |                      |
| ---------------- | ------------------- | -------- | -------------------- |
| 15.08. 14:00 Uhr | Beşiktaş Istanbul   | 3:1      | Süleymaniye          |
| 19.08. 14:00 Uhr | Fenerbahçe Istanbul | 2:3      | Galatasaray Istanbul |

## Finale
| Datum            |                   | Ergebnis |                      |
| ---------------- | ----------------- | -------- | -------------------- |
| 22.08. 14:00 Uhr | Beşiktaş Istanbul | 2:0      | Galatasaray Istanbul |